# Koen De Sutter
Koen De Sutter (Wilrijk, 7 april 1966) is een Belgische acteur en regisseur. In 1990 studeerde hij af aan de acteursopleiding bij Studio Herman Teirlinck.
Sinds de jaren 90 speelde hij bij verschillende theatergezelschappen zoals Het Gevolg, Theater Zuidpool, Arca (Gent), Theater Antigone en NTGent. Belangrijke rollen aan het begin van zijn carrière waren onder meer in "Hendrik V" van Shakespeare en in "Thuis" van Claus. In 1996 begon hij zijn werk als acteur te combineren met dat als regisseur. Zijn regiedebuut was met het stuk "Onder het Melkwoud" van Dylan Thomas met Jan Decleir. Nog bij Zuidpool regisseerde hij onder meer "Anna Blume hat ein Vogel" van Kurt Schwitters, "De invreter" van Jeroen Olyslaegers, "Kussenman" van Martin McDonagh en meerdere stukken van Arne Sierens. Van 2001 tot 2006 was hij artistiek leider van het Theater Zuidpool, waar hij bleef acteren en regisseren.
In 2006 en 2007 trok De Sutter door Vlaanderen met de monoloog Martens (een productie van NTGent en Theater Antigone, met een tekst van Bart Meuleman), waarin het leven van de Belgische ex-premier Wilfried Martens aan bod kwam. In dezelfde periode was Koen De Sutter artist in residence bij LOD.
Sindsdien werkte hij als acteur en regisseur voor Theater Zuidpool, Ensemble Leporello en Theaterproductiehuis Zeelandia (in het kader van Zeeland Nazomerfestival 2007). In 2009 maakte hij voor hetzelfde festival een locatietheaterproject samen met acteur Jan Decleir: Onder het melkwoud.
De Sutter regisseerde in totaal een 25-tal producties en speelde in een 40-tal voorstellingen. Recente regie-opdrachten waren onder andere: The attendants' gallery (LOD muziektheater, 2006), Aleksej (HETPALEIS, 2010), Al te luide eenzaamheid (Theater Zuidpool, 2014) en Maat voor maat (Zeelandia, 2016). De belangrijkste recente rollen waren in de voorstellingen Tartuffe (NTG, 2011), Faust, ofte krakeling beneden de louteringberg (Theater Zuidpool, 2012), Montaigne (2016) en Risjaar Drei (Olympique Dramatique, 2017).